# Géométrie
Ne doit pas être confondu avec Arpentage.
« Maths » redirige ici. Pour l’article homophone, voir Math.
La géométrie est à l'origine la branche des mathématiques étudiant les figures du plan et de l'espace (géométrie euclidienne). Depuis la fin du XVIIIe siècle, la géométrie étudie également les figures appartenant à d'autres types d'espaces (géométrie projective, géométrie non euclidienne, géométrie descriptive, géométrie affine).
Depuis le début du XXe siècle, certaines méthodes d'étude de figures de ces espaces se sont transformées en branches autonomes des mathématiques : topologie, géométrie différentielle et géométrie algébrique. Si l'on veut englober toutes ces acceptions, il est difficile de définir ce qu'est, aujourd'hui, la géométrie. C'est que l'unité des diverses branches de la « géométrie contemporaine » réside plus dans des origines historiques que dans une communauté de méthodes ou d'objets.

## Étymologie
Le terme géométrie dérive du grec γεωμέτρης / geômétrês, « géomètre, arpenteur », qui vient de γῆ / gễ, « terre », et μέτρον / métron, « mesure ». Ce serait donc « la science de la mesure du terrain ».

## Typologie
Au XIXe siècle, Felix Klein réalise un important travail de synthèse qui participe à la classification des différents types de géométrie : le programme d'Erlangen (1872). Dans son approche, la géométrie est l'étude des espaces de points sur lesquels opèrent des groupes de transformations et des invariants associés. Suivant cette classification, le plan et la sphère (tous deux des espaces homogènes et isotropes de dimension 2) diffèrent par leurs groupes de symétrie (le groupe euclidien pour l'un, le groupe des rotations pour l'autre).
Ce travail mène à distinguer cinq branches à la géométrie : la géométrie affine, projective, métrique, euclidienne et non euclidienne (regroupée avec la géométrie métrique parabolique). Ces disciplines apparues avant le XXe siècle constituent la géométrie classique.
Au XXe siècle, la géométrie s'enrichit de nouvelles disciplines grâce aux liens faits avec l'algèbre (géométrie algébrique, topologie). Les travaux d'Élie Cartan et de Sophus Lie mènent de leur côté à la géométrie différentielle. Enfin, Alain Connes introduit la géométrie non commutative, qui trouve des applications en physique quantique.
Au XXIe siècle, la géométrie se divise ainsi principalement en six sous-domaines : la géométrie euclidienne, la géométrie analytique, la géométrie projective, la géométrie différentielle, les géométries non euclidiennes et la topologie.

## Géométrie classique
Henri Poincaré définit un espace géométrique par la liste des propriétés suivantes, :

1. Il est continu ;
2. Il est infini ;
3. Il a trois dimensions ;
4. Il est homogène, c’est-à-dire que tous ses points sont identiques entre eux ;
5. Il est isotrope, c’est-à-dire que toutes les droites qui passent par un même point sont identiques entre elles.

### Géométrie affine
La géométrie affine est l'étude des points et des droites, sans notions de distance et d'angle.

### Géométrie projective
La géométrie projective ajoute aux espaces de la géométrie affine des points à l'infini.
La géométrie projective est la plus minimaliste, ce qui en fait un tronc commun pour les autres géométries. Elle est fondée sur des axiomes :
1. D'incidence (ou d'appartenance) dont la caractéristique la plus notable est : « Deux droites distinctes coplanaires possèdent un unique point commun » ;
2. D'ordre : permet notamment d'ordonner les points d'une droite. De ce point de vue, une droite projective s'apparente à un cercle car deux points définissent deux segments ;
3. De continuité : dans tout espace géométrique, on peut joindre un point à un autre par un cheminement continu. Il est l'axiome d'Archimède en géométrie euclidienne.

Distinguer dans la géométrie projective des éléments impropres caractérise la géométrie arguésienne. Puis la géométrie affine naît de l'élimination de ces éléments impropres. Cette suppression de points crée la notion de parallélisme puisque désormais certaines paires de droites coplanaires cessent d'intersecter. Le point impropre supprimé est assimilable à la direction de ces droites. De plus, deux points ne définissent plus qu'un segment (celui des deux qui ne contient pas le point impropre) et rend familière la notion de sens ou orientation (c'est-à-dire que cela permet de distinguer {\displaystyle \scriptstyle {\overline {AB}}} de {\displaystyle \scriptstyle {\overline {BA}}}).

### Géométrie euclidienne
La géométrie euclidienne est l'étude de l'espace usuel avec les notions de distance et d'angle.
Le cinquième axiome ou « postulat de parallèles » de la géométrie d'Euclide fonde la géométrie euclidienne :

Par un point extérieur à une droite, il passe toujours une parallèle à cette droite, et une seule.

Voir l'axiomatique de Hilbert ou les Éléments d'Euclide pour des énoncés plus complet de la géométrie euclidienne.

### Géométrie non-euclidienne
La géométrie non euclidienne est une variante de la géométrie euclidienne et n'en diffère que par la modification de l'énoncé du cinquième postulat d'Euclide. Cette géométrie est contraire à l'intuition usuelle. Elle comprend la géométrie hyperbolique, la géométrie elliptique et la géométrie sphérique.
La réfutation du postulat de parallèles de la géométrie d'Euclide a conduit à l'élaboration de deux géométries non euclidiennes : la géométrie hyperbolique par Gauss, Lobatchevski, Bolyai et la géométrie elliptique par Riemann.

### Généralisation
Les géométries ci-dessus peuvent être généralisées en faisant varier la dimension des espaces, en changeant le corps des scalaires (utiliser des droites différentes de la droite réelle) ou en donnant une courbure à l'espace. Ces géométries sont encore dites classiques.
Par ailleurs, la géométrie classique peut être axiomatisée ou étudiée de différentes façons : 
- la géométrie d'incidence et la géométrie synthétique (ou géométrie pure), qui utilisent une approche axiomatique ayant généralement comme données premières les points, les droites, les plans, ainsi que les relations qui les gouvernent et les grandeurs qui leur sont associées ;
- la géométrie analytique, qui utilise les coordonnées et qui associe à chaque point des triplets (ou une suite de longueur donnée) d'éléments d'un corps ;
- l'algèbre linéaire, qui généralise la géométrie analytique en remplaçant l'utilisation des coordonnées par celle des espaces vectoriels abstraits ;
- la géométrie des groupes, qui étudie les actions de groupe et leurs invariants. C'est là le programme d'Erlangen de Felix Klein. On s'intéresse particulièrement aux groupes (abstraits, algébriques ou de Lie) classiques, c'est-à-dire aux groupes liés aux groupes linéaires, orthogonaux, unitaires ou symplectiques, et a leurs espaces homogènes classiques (espaces symétriques, variétés de drapeaux, par exemple). La théorie des invariants est intimement liée à cet aspect de la géométrie : elle permet d'associer à des configurations des quantités (birapports, distances, angles, etc.) qui permettent de classer les orbites. On peut aussi étendre cette approche à la géométrie des groupes exceptionnels (algébriques ou de Lie) ;
- la théorie des immeubles de Tits, qui est liée à la géométrie des groupes classiques et exceptionnels (algébriques ou non), et qui étudie des structures combinatoires liés aux diagrammes de Coxeter. Par exemple, l'ensemble de toutes les chaînes de sous-espaces vectoriels d'un espace vectoriel de dimension finie sur un corps est un immeuble, et l'ensemble de toutes les chaînes de sous-espaces projectifs d'un espace projectif P de dimension finie sur corps commutatif qui sont inclus dans une même quadrique projective de P est un immeuble.

Il est remarquable que l'algèbre linéaire (espaces vectoriels, formes quadratiques, formes bilinéaires alternées, formes hermitiennes et antihermitiennes, etc.) permette de construire des modèles explicites de la plupart des structures rencontrées dans ces géométries. Cela confère donc à la géométrie classique une certaine unité.

### Groupes en géométrie classique
Il y a en géométrie différentielle et en géométrie algébrique des groupes de Lie et des groupes algébriques, qui eux ont des espaces homogènes, et la géométrie classique se ramène souvent à l'étude de ces espaces homogènes. Les géométries affine et projective sont liées aux groupes linéaires, et les géométries euclidienne, sphérique, elliptique et hyperbolique sont liées aux groupes orthogonaux.
Lorsqu'il y a des classifications explicites des groupes de Lie ou algébriques ou de leurs espaces homogènes vérifiant certaines hypothèses (groupes de Lie ou algébriques simples, espaces symétriques, variétés de drapeaux généralisées, espaces de courbure constante, par exemple), les principaux éléments de ces classifications sont parfois issus de la géométrie classique, et les groupes auxquels sont associés ces géométries classiques sont liés aux groupes dits classiques (groupes linéaires, orthogonaux, symplectiques, par exemple).
La plupart des géométries classiques sont liées aux groupes de Lie ou algébriques simples, dit classiques (ils sont issus de l'algèbre linéaire). Il y a d'autres groupes de Lie ou algébriques simples, et ils sont dits « exceptionnels » et ils donnent lieu à la géométrie exceptionnelle, avec certaines analogies avec la géométrie classique. Cette distinction est due au fait que les groupes simples sont (sous certaines hypothèses) classés en plusieurs séries infinies (souvent quatre) et en un nombre fini d'autres groupes (souvent cinq), et ce sont ces derniers groupes qui sont exceptionnels, et ils ne relèvent pas de l'algèbre linéaire (du moins pas de la même manière) : ils sont souvent liés à des structures algébriques non associatives (algèbres d'octonions, algèbres de Jordan exceptionnelles, par exemple).
Aux groupes de Lie ou algébriques simples sont associés des diagrammes de Dynkin (des sortes de graphes), et certaines propriétés de ces géométries peuvent se lire dans ces diagrammes.

## Géométries desXXeetXXIesiècles

### Géométrie algébrique
La géométrie algébrique utilise l'algèbre abstraite et la topologie. Elle étudie des espaces qui, localement, sont des ensembles de points définis par des équations algébriques, tels les sous-espaces affines, les coniques et les quadriques.

### Géométrie différentielle
La géométrie différentielle utilise l'analyse, la topologie et l'algèbre linéaire. Elle étudie des espaces qui, localement, sont des espaces euclidiens, et sur lesquels on peut faire du calcul différentiel et du calcul intégral. La géométrie différentielle englobe la géométrie riemannienne et la géométrie symplectique.

### Géométrie non commutative

#### Géométrie riemannienne
La géométrie riemannienne peut être vue comme une extension de la géométrie euclidienne. Son étude porte sur les propriétés géométriques d'espaces (variétés) présentant une notion de vecteurs tangents, et équipés d'une métrique (métrique riemannienne) permettant de mesurer ces vecteurs. Les premiers exemples rencontrés sont les surfaces de l'espace euclidien de dimension 3 dont les propriétés métriques ont été étudiées par Gauss dans les années 1820. Le produit euclidien induit une métrique sur la surface étudiée par restriction aux différents plans tangents. La définition intrinsèque de métrique fut formalisée en dimension supérieure par Riemann. La notion de transport parallèle autorise la comparaison des espaces tangents en deux points distincts de la variété : elle vise à transporter de manière cohérente un vecteur le long d'une courbe tracée sur la variété riemannienne. La courbure d'une variété riemannienne mesure par définition la dépendance éventuelle du transport parallèle d'un point à un autre par rapport à la courbe les reliant.
La métrique donne lieu à la définition de la longueur des courbes, d'où dérive la définition de la distance riemannienne. Mais les propriétés métriques des triangles peuvent différer de la trigonométrie euclidienne. Cette différence est en partie étudiée à travers le théorème de Toponogov, qui permet de comparer du moins localement la variété riemannienne étudiée à des espaces modèles, selon des inégalités supposées connues sur la courbure sectionnelle. Parmi les espaces modèles :
- l'espace euclidien est une variété riemannienne de courbure nulle ;
- la sphère de dimension n est une variété riemannienne de courbure positive constante 1 ;
- l'espace hyperbolique de dimension n est une variété riemannienne de courbure négative -1.

#### Géométrie complexe
La géométrie complexe porte sur les propriétés d'espaces pouvant localement s'identifier à {\displaystyle \mathbb {C} ^{n}}. Ces objets (variété complexe) présentent une certaine rigidité, découlant de l'unicité d'un prolongement analytique d'une fonction à plusieurs variables.

#### Géométries symplectique et de contact
La géométrie symplectique est une branche de la géométrie différentielle et peut être introduite comme une généralisation en dimension supérieure de la notion d'aire orientées rencontrée en dimension 2. Elle est liée aux formes bilinéaires alternées. Les objets de cette géométrie sont les variétés symplectiques, qui sont des variétés différentielles munie d'un champ de formes bilinéaires alternées. Par exemple, un espace affine attaché à un espace vectoriel muni d'une forme bilinéaire alternée non dégénérée est une variété symplectique.
La géométrie de contact est une branche de la géométrie différentielle qui étudie les variétés de contact, qui sont des variétés différentielles munies d'un champ d'hyperplans des espaces tangents vérifiant certaines propriétés. Par exemple, l'espace projectif déduit un espace vectoriel muni d'une forme bilinéaire alternée non dégénérée est une variété de contact.

## Utilisation du terme
La géométrie admet de nombreuses acceptions selon les auteurs. Dans un sens strict, la géométrie est « l'étude des formes et des grandeurs de figures ». Cette définition est conforme à l'émergence de la géométrie en tant que science sous la civilisation grecque durant l'époque classique. Selon un rapport de Jean-Pierre Kahane, cette définition coïncide avec l'idée que se font les gens de la géométrie comme matière enseignée : c'est « le lieu où on apprend à appréhender l'espace ».
En 1739, Leonhard Euler étudie le problème des sept ponts de Königsberg ; ses travaux sont considérés comme l'un des premiers résultats de géométrie ne dépendant d'aucune mesure, des résultats qu'on qualifiera de topologiques. Les questions posées durant le XIXe siècle ont conduit à repenser les notions de forme et d'espace, en écartant la rigidité des distances euclidiennes. Il a été envisagé la possibilité de déformer continûment une surface sans préserver la métrique induite, par exemple de déformer une sphère en un ellipsoïde. Étudier ces déformations a conduit à l'émergence de la topologie[réf. nécessaire] : ses objets d'étude sont des ensembles, les espaces topologiques, dont la notion de proximité et de continuité est définie ensemblistement par la notion de voisinage. Selon certains mathématiciens, la topologie fait pleinement partie de la géométrie, voire en est une branche fondamentale. Cette classification peut être remise en cause par d'autres.
Selon le point de vue de Felix Klein (1849-1925), la géométrie analytique « synthétisait en fait deux caractères ultérieurement dissociés : son caractère fondamentalement métrique, et l'homogénéité ». Le premier caractère se retrouve dans la géométrie métrique, qui étudie les propriétés géométriques des distances. Le second est au fondement du programme d'Erlangen, qui définit la géométrie comme l'étude des invariants d'actions de groupe.
Les travaux actuels, dans des domaines de recherche portant le nom de géométrie, tendent à remettre en cause la première définition donnée. Selon Jean-Jacques Szczeciniarcz, la géométrie ne se construit pas sur « la simple référence à l'espace, ni même [sur] la figuration ou [sur] la visualisation » mais se comprend à travers son développement : « la géométrie est absorbée mais en même temps nous parait attribuer un sens aux concepts en donnant par ailleurs l'impression d'un retour au sens initial ». Jean-Jacques Sczeciniarcz relève deux mouvements dans la recherche mathématique qui a conduit à un élargissement ou à un morcellement de la géométrie : 
- la procédure d'idéalisation consistant à montrer l'importance d'une structure en l'ajoutant aux objets mathématiques déjà étudiés ;
- au contraire, la procédure de thématisation consistant à dégager une nouvelle structure sous-jacente à des objets géométriques déjà étudiés.

Dans le prolongement, la géométrie peut être abordée non plus comme une discipline unifiée mais comme une vision des mathématiques ou une approche des objets. Selon Gerhard Heinzmann, la géométrie se caractérise par « un usage de termes et de contenus géométriques, comme « points », « distance » ou « dimension » en tant que cadre langagier dans les domaines les plus divers », accompagné par un équilibre entre une approche empirique et une approche théorique.

## Histoire
L'invention de la géométrie remonte à l'Égypte antique.

## Applications

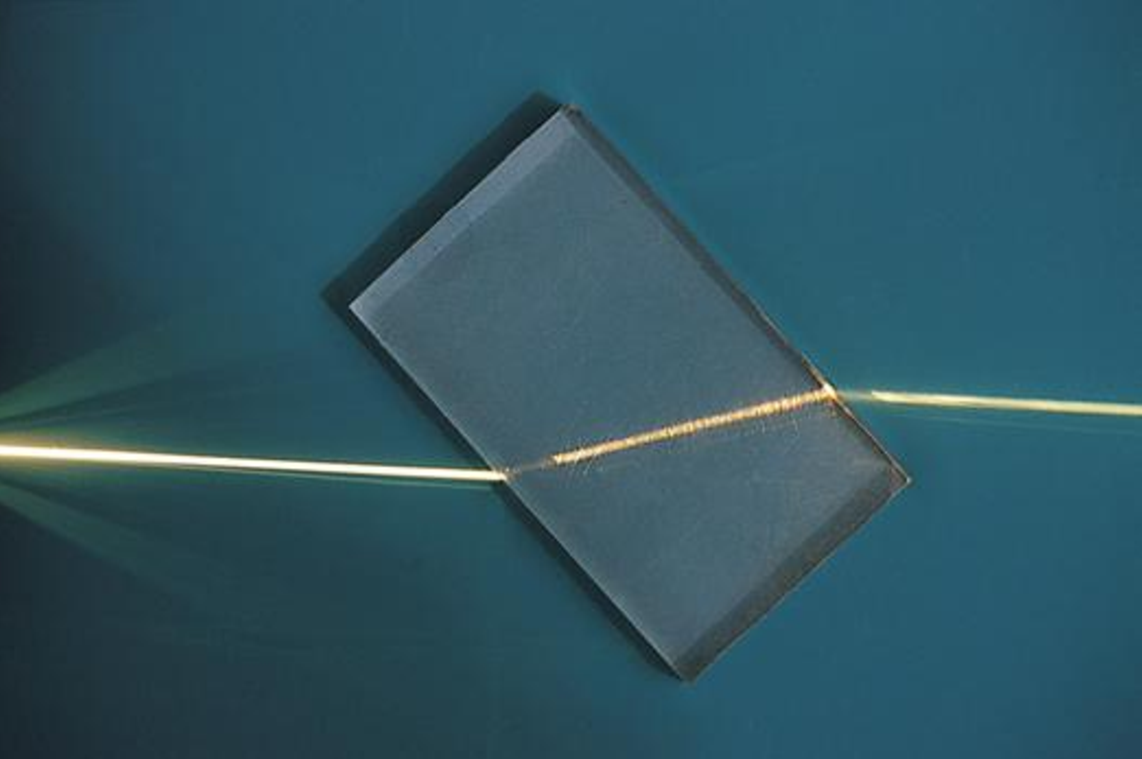
Réfraction de la lumière par un morceau de plastique; phénomène pouvant être analysé grâce à de la trigonométrie.

Longtemps, géométrie et astronomie ont été liées. À un niveau élémentaire, le calcul des tailles de la Lune, du Soleil et de leurs distances respectives à la Terre fait appel au théorème de Thalès[réf. nécessaire]. Dans les premiers modèles du système solaire, à chaque planète était associé un solide platonicien. Depuis les observations astronomiques de Kepler, confirmées par les travaux de Newton, il est prouvé que les planètes suivent une orbite elliptique dont le Soleil constitue un des foyers. De telles considérations de nature géométrique peuvent intervenir couramment en mécanique classique pour décrire qualitativement les trajectoires.
En ce sens, la géométrie intervient en ingénierie dans l'étude de la stabilité d'un système mécanique. Mais elle intervient encore plus naturellement dans le dessin industriel. Le dessin industriel montre les coupes ou les projections d'un objet tridimensionnel, et est annoté des longueurs et angles. C'est la première étape de la mise en place d'un projet de conception industrielle. Récemment, le mariage de la géométrie avec l'informatique a permis l'arrivée de la conception assistée par ordinateur (CAO), des calculs par éléments finis et de l'infographie.
La trigonométrie euclidienne intervient en optique pour traiter par exemple de la diffraction de la lumière. Elle est également à l'origine du développement de la navigation : navigation maritime aux étoiles (avec les sextants), cartographie, navigation aérienne (pilotage aux instruments à partir des signaux des balises).
Les nouvelles avancées en géométrie au XIXe siècle trouvent des échos en physique. Il est souvent dit que la géométrie riemannienne a été initialement motivée par les interrogations de Gauss sur la cartographie de la Terre. Elle rend compte en particulier de la géométrie des surfaces dans l'espace. Une de ses extensions, la géométrie lorentzienne, a fourni le formalisme idéal pour formuler les lois de la relativité générale. La géométrie différentielle trouve de nouvelles applications dans la physique post-newtonienne avec la théorie des cordes ou des membranes.
La géométrie non commutative, inventée par Alain Connes, tend à s'imposer pour présenter les bonnes structures mathématiques avec lesquelles travailler pour mettre en place de nouvelles théories physiques.

## Enseignement
La géométrie occupe une place privilégiée dans l'enseignement des mathématiques. De nombreuses études pédagogiques prouvent son intérêt[réf. souhaitée] : elle permet aux élèves de développer une réflexion sur des problèmes, de visualiser des figures du plan et de l'espace, de rédiger des démonstrations, de déduire des résultats d'hypothèses énoncées. Mais plus encore, « le raisonnement géométrique est beaucoup plus riche que la simple déduction formelle », car il s'appuie sur l'intuition née de l'« observation des figures ».
Dans les années 1960, l'enseignement des mathématiques en France insistait sur la mise en pratique des problèmes relevant de la géométrie dans la vie courante. En particulier, le théorème de Pythagore était illustré par la règle du 3, 4, 5 et son utilisation en charpenterie. Les involutions, les divisions harmoniques, et les birapports étaient au programme du secondaire. Mais la réforme des mathématiques modernes, née aux États-Unis et adaptée en Europe, a conduit à réduire considérablement les connaissances enseignées en géométrie pour introduire de l'algèbre linéaire dans le second degré. Dans de nombreux pays, cette réforme fut fortement critiquée et désignée comme responsable d'échecs scolaires[réf. souhaitée]. Un rapport de Jean-Pierre Kahane dénonce le manque d'« une véritable réflexion didactique préalable » sur l'apport de la géométrie : en particulier, une « pratique de la géométrie vectorielle » prépare l'élève à une meilleure assimilation des notions formelles d'espace vectoriel, de forme bilinéaire…